# Юсупов, Рысбек
Рысбе́к Юсу́пов (кирг. Рысбек Юсупов; 1948, село Абай, Джамбулский район, Джамбулская область, Казахская ССР — 17 июля 2021) — оператор машинного доения Киргизской опытно-селекционной станции по растениеводству Сокулукского района Чуйской области, Киргизская ССР. Герой Социалистического Труда (1991). Депутат Верховного Совета Киргизской ССР. Лауреат премии Ленинского комсомола (1976).

## Биография
Родился в 1948 году в крестьянской семье в селе Абай в Джамбулской области Казахской ССР, ныне — Жамбылского района Жамбылской области Казахстана.
Трудовую деятельность начал в 1961 году, с 1963 года трудился на Джамбулской опытной станции. В 1966 году Рысбек Юсупов перевёлся на Киргизскую опытно-селекционную станцию в селе Первомайском Сокулукского района Чуйской области Киргизской ССР, где стал работать дояром на молочно-товарной ферме. С внедрением на станции машинной дойки он одним из первых в совершенстве освоил работу на агрегате и ежегодно добивался стабильно высоких показателей по надоям.
По итогам работы в 8-й пятилетке (1966—1970) комсомолец Р.Юсупов был награжден орденом Ленина. В 1971 году вступил в КПСС.
В последующие годы продолжал увеличивать надои в своей группе коров и неоднократно становился победителем социалистического соревнования среди операторов машинного доения Киргизской ССР, ещё трижды награждался разными орденами, в том числе вторым орденом Ленина за успешное выполнение заданий 11-й пятилетки (1981—1985).
В 1990 году, обслуживая 20 фуражных коров, получил в среднем по 7225 килограмм молока от каждой.
Указом Президиума Верховного Совета СССР от 7 мая 1991 года удостоен звания Героя Социалистического Труда с вручением ордена Ленина и золотой медали «Серп и Молот».
Избирался депутатом Верховного Совета Киргизской ССР 8-11 созывов (1970—1989), делегатом XVII и XVIII съездов ВЛКСМ (1974, 1978), членом бюро ЦК ЛКСМ Киргизии.
Проживал в селе Селекционное.
Скончался 17 июля 2021 года. Похоронен на кладбище в селе Орто-Сай (Бишкек).

### Семья
Был женат на Тойчубековой Айсулуу. Имел 5-х детей.

## Фильмография
- 11-я весна Рысбека
- Совсем не мужское дело
- Университет Рысбека
- Каждый день в пять утра